# 日本病院会
一般社団法人日本病院会（にほんびょういんかい）は、東京都千代田区に本部を置く旧厚生労働省所管の法人で、一般社団法人。

## 概要
- 主な目的 病院の向上発展と病院としての使命の遂行とを図ること
- 沿革
  - 1951年（昭和26年）6月24日 日本病院協会設立、翌1952年（昭和27年）5月 法人化
  - 1962年（昭和37年）社団法人全日本病院協会設立
  - 1974年（昭和49年）10月 日本病院協会と全日本病院協会を合同し、日本病院会を発足
  - 1976年（昭和51年）12月 社団法人日本病院会と改称
  - 2011年（平成23年）4月 一般社団法人日本病院会と改称
- 代表者：会長　相澤　孝夫（相澤病院　理事長）
- 本部所在地 東京都千代田区三番町9-15ホスピタルプラザビル
  - 支部 13支部（北海道・茨城県・群馬県・千葉県・東京都・新潟県・福井県・愛知県・和歌山県・山口県・高知県・長崎県・熊本県）

※現在、日本医療法人協会・日本精神科病院協会・全日本病院協会を含め四団体で「四病院団体協議会（通称：四病協）」を組織する。また、「日本病院団体協議会（通称：日病協）」にも加入し、主幹事（事務全般の取扱いであり、代表機関ではない）を行っている。